# آنيكي بلوك
آنيكي بلوك (بالهولندية: Anneke Blok)‏ هي ممثلة هولندية، ولدت في 24 ديسمبر 1959 في هولندا. من الجوائز التي نالتها Golden Calf for Best Actress ‏ سنة 2008 وTheo d'Or ‏.

## جوائز
- Golden Calf for Best Actress [الإنجليزية]‏ (2008)
- Theo d'Or [الإنجليزية]‏

## وصلات خارجية
- آنيكي بلوك على موقع IMDb (الإنجليزية)
- آنيكي بلوك على موقع ألو سيني (الفرنسية)
- آنيكي بلوك على موقع أول موفي (الإنجليزية)
- آنيكي بلوك على موقع قاعدة بيانات الفيلم (الإنجليزية)
- آنيكي بلوك على موقع كينوبويسك (الروسية)